# Valgeir Lunddal Friðriksson
Valgeir Lunddal Friðriksson (* 24. září 2001) je islandský profesionální fotbalista, který hraje na pozici pravého obránce za německý klub Fortuna Düsseldorf a islandský národní tým.

## Klubová kariéra
Dne 28. prosince 2020 podepsal Valgeir svou první profesionální smlouvu s Häckenem. Valgeir debutoval za Häcken 21. února 2021 při výhře 2:0 nad Dalkurd FF ve Svenska Cupen. Dne 30. srpna 2024 oznámila Fortuna Düsseldorf jeho koupi a to, že Valgeir bude nosit dres s číslem 12.

## Reprezentační kariéra
Valgeir byl mládežnickým reprezentantem Islandu a byl povolán, aby reprezentoval islandský národní tým do 21 let na Mistrovství Evropy ve fotbale hráčů do 21 let 2021.
Za islandskou reprezentaci debutoval 4. června 2021 v přátelském utkání proti Faerským ostrovům.

## Úspěchy
Valur
- Besta deild karla: 2020

BK Häcken
- Allsvenskan: 2022